# Klassieke beveiliging

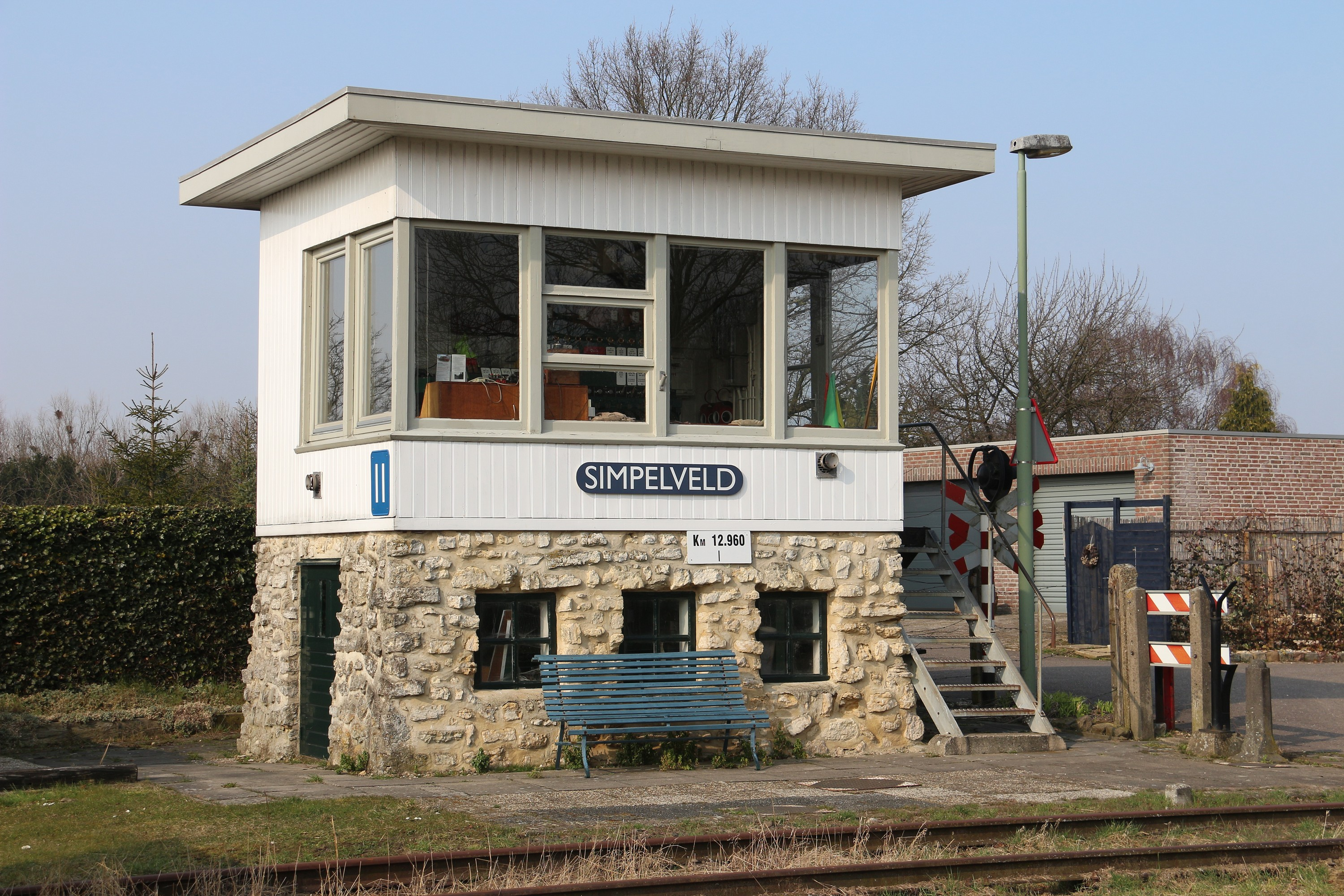
Seinhuis II van Simpelveld

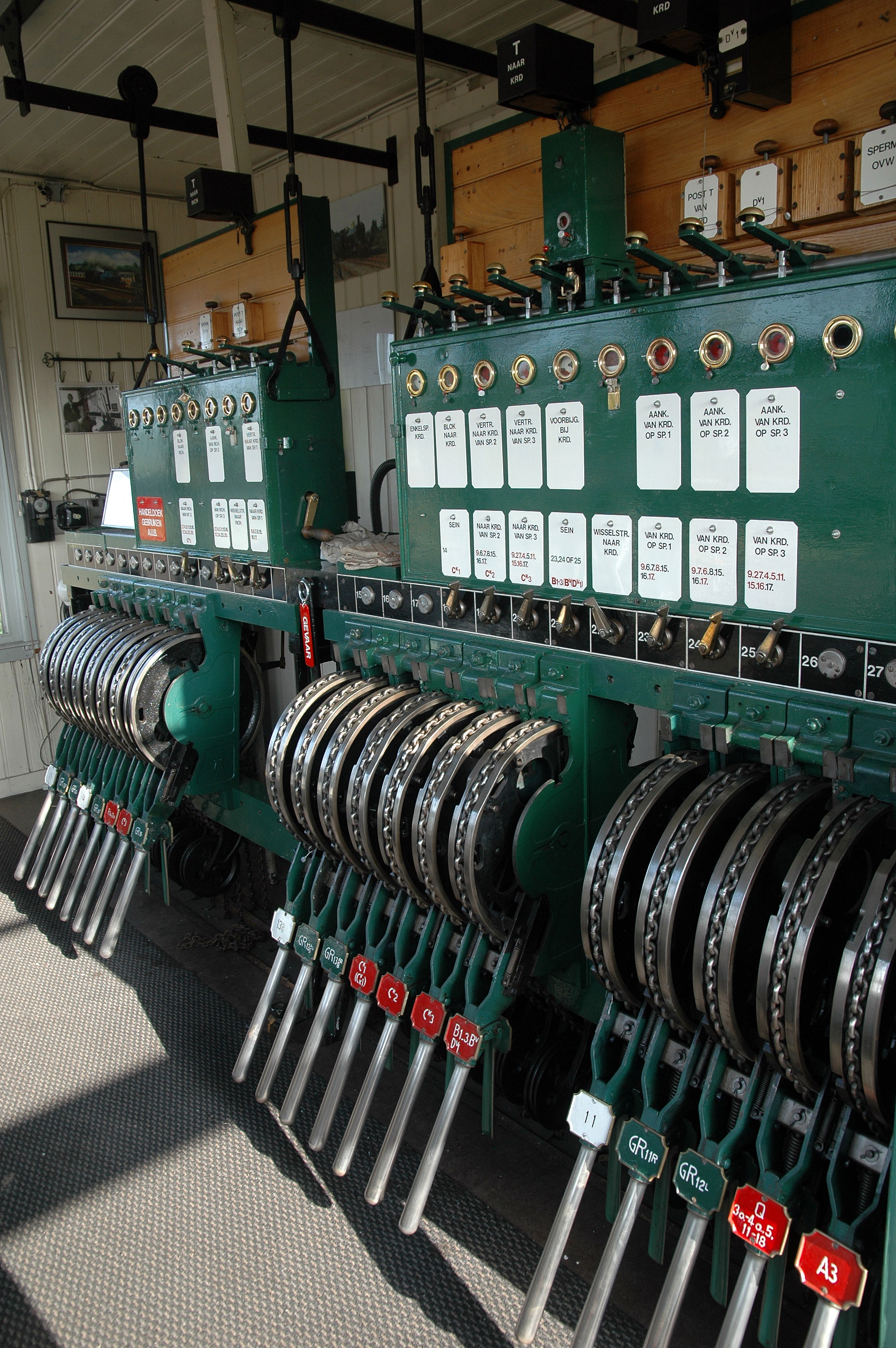
Bloktoestel in seinhuis I van Simpelveld

Klassieke beveiliging of mechanische beveiliging is een vorm van spoorwegbeveiliging met mechanische vergrendelingen. De mechanische vergrendelingen staan het bedienen van wissels en (arm)seinen en dergelijke alleen toe als dat veilig is.
Klassieke beveiliging wordt in Nederland en België in de normale treindienst niet meer gebruikt. In Nederland was het laatste seinhuis met klassieke beveiliging was post H op het emplacement van Utrecht GE. Deze werd in 2006 buiten dienst genomen. Sommige museumspoorwegen hebben ze nog wel in gebruik. Buiten Nederland wordt klassieke beveiliging soms nog gebruikt.

## Ontwikkeling
De ontwikkeling van de klassieke of mechanische beveiliging was een grote verbetering ten opzichte van eerdere beveiligingen. De beveiligingen die gebruikt werden voordat mechanische beveiligingen beschikbaar kwamen, waren gebaseerd op schriftelijke of mondelinge afspraken over de treinenloop.
Met de ontwikkeling van de klassieke beveiliging werd de capaciteit van spoorlijnen en emplacementen vergroot. Dat was mede een gevolg van de centralisatie van de bediening van emplacementen. Tegelijkertijd werd het gebruik van mechanisch bediende seinen ingevoerd, wat de communicatie met de machinist of treinbestuurder verbeterde. 
De laatste en wellicht belangrijkste ontwikkeling van de klassieke beveiliging was het ontstaan van de vergrendelingen. Vergrendelingen verhinderen onveilige bedieningshandelingen.

## Het seinhuis
De mechanische vergrendelingen en de bedieningshandels voor seinen en wissels en dergelijke zijn ondergebracht in seinhuizen. Met de bedieningshandels worden trekdraden in beweging gebracht. De trekdraden zijn op hun beurt aangesloten op wissels en dergelijke. Via deze weg bedient de seinhuiswachter seinen, stelt hij wissels om en sluit en opent hij overwegbomen. Met trekdraden kunnen afstanden van vele honderden meters overbrugd worden.
Bij de toepassing van klassieke beveiliging heeft elk station en elk emplacement een of meerdere seinhuizen, en ook elk blok werd door een seinhuis bediend. Seinhuizen werden vaak posten genoemd. Er zijn veel benamingen van posten, afhankelijk van hun functie, van de tijd waarin ze gebruikt werden en de streek of het land waar ze staan.
- Hoofdpost, Treindienstleiderpost, Post T: de centrale post op een station.
- Onderpost, Seinpost: nevenpost op een station.
- Blokpost Baanpost, Wachtpost: post op de vrije baan tussen stations nabij de grens van twee blokken.
- Overwegpost, Wachtpost: post voor het beveiligen van overwegen of het bedienen van overwegbomen.
- Brugpost, Wachtpost, post voor het bedienen en bewaken van een beweegbare brug

De posten of seinhuizen zijn elektrisch met elkaar in verbonden, waarmee eenvoudige elektrische signalen overgebracht kunnen worden. Dat maakt het mogelijk om treinen ook veilig naar het bedieningsgebied van een ander seinhuis te geleiden.
De bedienings- en beveiligingstoestellen van de klassieke beveiliging zijn niet altijd in een apart gebouw ondergebracht. Ze kunnen ook in een stationsgebouw zijn geplaatst, en in een enkel geval staan ze gewoon buiten, wel onder een afdak en zo opgesteld dat duidelijk is dat niet-bevoegden van de apparatuur af moeten blijven.

## Het bloktoestel
Het bloktoestel vormt het hart van de klassieke beveiliging. Het bestaat uit drie delen die vaak boven elkaar geplaatst zijn. 
- De linialenkast is meestal in het midden van het bloktoestel geplaatst. De linialenkast bevat het vergrendelingsmechanisme voor de beveiliging.
- De blokkast is boven de vormt de verbinding van andere bloktoestellen, die meestal ook in andere seinposten staan.
- De handelinrichting bevat de grote handels waarmee wissels, seinen en grendels bediend worden.

Het bloktoestel is van links naar rechts opgedeeld in velden. De blokkast, de linialenkast en de handelinrichting zijn op dezelfde manier opgedeeld. Iedere handel heeft zijn eigen veld. Wel zijn er velden zonder handel mogelijk. Deze velden zijn dan niet direct verbonden met een wissel of een sein. Deze velden zijn dan alleen nodig voor de beveiligingslogica.

### De blokkast
De blokkast kast is boven de linialenkast geplaatst en bevat de elektrische sloten of sperren. De benaming is afhankelijk van de fabrikant van het bloktoestel. Sloten of sperren konden vrijgemaakt worden door een aangrenzende post met een inductorstroom. Om deze communicatie mogelijk te maken zijn posten met aangrenzende bedieningsgebieden elektrisch met elkaar verbonden. 
De inductorstroom wordt opgewekt door het draaien van de slinger van de inductor, een soort dynamo. Er wordt dus met de hand een stroom opgewekt. Tijdens het draaien moet een knop van de blokkast ingedrukt worden om de stroom via de juiste ader te leiden, zodat in de aangrenzende post het juiste slot of de juiste sper wordt vrijgemaakt. Via deze weg kan een tweede post aan een eerste bijvoorbeeld doorgeven dat er een spoor vrij is om een trein te ontvangen. Zo maakt de tweede post het de eerste mogelijk om een sein op veilig te zetten dat leidt naar een spoor in het bedieningsgebied van de tweede post.
Aan de voorzijde van de blokkast is zichtbaar of een venster gesloten of versperd is, dan wel vrij is. Aan de voorzijde van de linialenkast zijn ook sloten of versperringsnokken aangebracht, om via de linialenkast de bediening van seinen, wissels of grendels te verhinderen als dat nodig is. Op deze wijze zijn de vergrendelingen van seinposten met elkaar verbonden, zodat ook het treinverkeer dat naar het bedieningsgebied van een andere post rijdt beveiligd is.

### De linialenkast
De mechanische veiligheidsvergrendelingen zijn ondergebracht in de linialenkast. De linialenkast is te vergelijken met een mechanische computer; 'vergrendeld' en 'ontgrendeld' zijn daarbij de binaire waarden, zoals de '0' en de '1' dat voor computers zijn. De linialenkast vergrendelt waar nodig de handels om wissels en seinen te bedienen, zodat de seinhuiswachter geen onveilige handelingen kan verrichten.
In de linialenkast zijn metalen staven (de linialen) en daaronder assen aangebracht. Op de linialen zijn kleine metalen blokjes geklonken. De vorm van deze blokjes kan variëren, afhankelijk van de functie die ze hebben. Op de assen zijn nokken aangebracht die aangrijpen op de metalen blokjes op de linialen. Ook de vorm van de nokken varieert. Een deel van de assen heeft krukjes of trekkers, waarmee de wachter van het seinhuis het bijbehorende asje kan draaien. Of een bloktoestel is uitgerust met trekkers of krukjes hangt weer af van de fabrikant van het bloktoestel.
Door het omleggen van een krukje, of door het trekken aan de trekker, verdraait de bijbehorende as en de daarop aangebrachte nokken. Een nok die een metalen blokje van een liniaal raakt kan deze verschuiven. Zo kunnen een of meer linialen verschoven worden. Maar een nok van een andere as kan het verschuiven van de liniaal blokkeren. In dat geval blokkeert die liniaal het verdraaien van een asje, en dus ook het omleggen van het bijbehorende krukje. Het bedienen van een krukje of een trekker maakt andere krukjes of trekkers dus bedienbaar of juist onbedienbaar.
Aan de voorzijde van de linialenkast zijn sloten of versperringsnokken aangebracht die worden bewogen door de bovengelegen blokkast, zoals hierboven is beschreven. Als dat nodig is verhinderen deze de bediening van de krukjes of trekkers. Via deze weg zijn de vergrendelingen van seinposten met elkaar verbonden. 
Ten slotte zijn in de voorbouw van de linialenkast sluitpennen aangebracht. Deze dienen voor de vergrendeling van de handels waarmee wissels, seinen en grendels bediend worden. Standaard vergrendelt de sluitpen de bijbehorende handel. Door het bedienen van het krukje of van de trekker wordt de vergrendeling opgeheven. Dat kan uiteraard alleen als het betreffende krukje of de betreffende trekker bedienbaar is. Als de vergrendeling van een handel is ontgrendeld dan kan het bijbehorende sein, wissel of grendel worden bediend.
Met dit alles biedt de linialenkast de garantie dat wissels, seinen en grendels alleen bediend kunnen worden als er daardoor geen gevaarlijke situaties ontstaan.

### De handelinrichting
Hierin werden handels aangebracht waarmee op afstand seinen, wissel en grendels worden bediend. Het overbrengen van de beweging van het omhalen van een handel naar het bedienen van een sein of het omzetten van een wissel verloopt via kettingen en trekdraden.
Handels in de handelinrichting kunnen functies hebben, namelijk voor het bedienen van:
- seinen
- wissels
- grendels, bijvoorbeeld voor de vergrendeling en ontgrendeling van een beweegbare brug.

Daarnaast zijn er overweghandels. Die zijn geen onderdeel van het bloktoestel.
Bij sommige typen bloktoestellen is de handelinrichting niet in het bloktoestel ondergebracht en staat dan op een andere plaats. De velden van de linialenkast en die van de handelinrichting zijn wel altijd mechanisch met elkaar verbonden. Dat is noodzakelijk, want de vergrendelingen die tot stand komen in de linialenkast moeten hun uitwerking hebben in de bedieningsmogelijkheden van de handels.

## Bijzonderheden

### Gebruik klassieke beveiliging
Op museumlijnen na is in Nederland geen klassieke beveiliging meer in gebruik. Mechanische beveiliging vereist naar moderne maatstaven veel personeel, zoals sein- en wisselwachters.

### Registraties
Vrijwel alle spoorwegmaatschappijen lieten wachters een nauwkeurige registratie van de treinbewegingen bij te houden. Deze registratie was alleen nog van belang om wachters te kunnen controleren en om de oorzaak van eventuele onregelmatigheden te kunnen achterhalen. Het veiligheidsbelang van registraties voor het houden van overzicht van het treinverkeer is bij de mechanische beveiliging veel minder groot.
Door het drukker worden van het treinverkeer kregen de registraties een ander, nieuw belang. Dit is het houden van het overzicht op de uitvoering van de dienstregeling. Dankzij de registratie van de uitvoering van de treindienst is menig misverstand over uitgevallen, vertraagde of onverwacht ingelegde trein opgelost.